# Calliphlox
Genre
Calliphlox est un genre d'oiseaux de type colibri de la famille des Trochilidae.

## Liste d'espèces
D'après la classification de référence (version 14.1, 2024) du Congrès ornithologique international (ordre phylogénique) :
- Calliphlox amethystina – Colibri améthyste